# 馬龍·尹迪辛達
馬龍·尹迪辛達（Marlon R Van Der Sander，1961年10月2日—），生於荷蘭，已退役荷蘭足球運動員，司職中堅，曾效力香港乙組聯賽浩運。

## 球員生涯
尹迪辛達生於荷蘭，初來香港時效力南華，後轉會好易通，再轉會星島，2002/03球季與舊隊友基保、李福榮及岩士唐效力港會。

## 外部連結
- 香港足球總會球員註冊資料 （页面存档备份，存于）